# Лев Иуды
Лев Иуды (Лев от колена Иудина) впервые встречается в книге Бытие Ветхого Завета (1-я книга Моисеева), где израильское колено Иуды имеет своим символом льва.

## Ветхий Завет

Лев Иуды на гербе Иерусалима

Флаг Эфиопии (1897—1974) со Львом Иуды в центре

В иудаизме библейский Иуда (древнееврейский — יהודה «Иегуда»), давший имя колену Иуды, традиционно был связан с символом льва. В Первой книге Моисея праотец Иаков перед смертью благословляет своего сына Иуду, называя его «Гур Арье», что в переводе с древнееврейского означает «молодой лев» (Быт. 49:9): «Молодой лев Иуда, с добычи, сын мой, поднимается. Преклонился он, лёг, как лев и как львица: кто поднимет его?». В древней Иудее было традицией объединять собственное имя с прозвищем.
В связи с тем, что впоследствии колено Иуды стало наиболее могущественным среди древнеизраильских родов, как в древней Иудее, так и среди евреев Нового времени сохранились в вариантах произношения и в переводах слова «лев» синонимичность его с понятием «Иуда» (Иегуда). «Лейб» на языке идиш означает «лев». Также и весьма распространённое современное еврейское (иврит) имя «Ари» (или Ариель) переводится как «лев». В иудейской традиции считалось, что именно из колена Иудина произошла царская династия Давида, который в свою очередь должен быть предком Мессии (светского лидера Израиля).
В эпоху между Ветхим и Новым Заветами словосочетание «Лев Давида» стало титулом Мессии. В неканонической Второй книге Ездры говорится о фигуре льва и приведены слова: «Это — Помазанник, сохраненный Всевышним» (2Езд. 12:32). «Сила льва и его неоспоримое место как царь зверей делали его хорошей эмблемой всесильного Мессии, которого так ожидали иудеи».

## Новый Завет
В христианской традиции зачастую лев является одним из символов Христа.
«Лев Иуды» упоминается в Откровении Иоанна Богослова (Отк. 5:5): «И один из старцев сказал мне: не плачь, вот, лев от колена Иудина, корень Давидов, победил и может раскрыть сию книгу и снять семь печатей её».
В христианской Эфиопии Лев Иуды был одним из священных символов могущества императорской власти. Он был изображен на государственных флаге и гербе Эфиопской империи, на штандарте императора Эфиопии, присутствовал в оформлении государственных наград (например, Ордена Менелика II, Ордена Эфиопского льва и др.).
Различные христианские организации используют его в названии или как свою эмблему, встречается он также на многих гербах знатных европейских родов и государств. В Киевской Руси известен как символ Галичины и её столицы, города Львова.